# Васько, Александр Фёдорович
Александр Фёдорович Васько (1920—2004) — полковник Советской Армии, участник Великой Отечественной и Корейской войн, Герой Советского Союза (1946).

## Биография
Александр Васько родился 29 августа 1920 года в селе Васьки (ныне — Полтавский район Полтавской области Украины) в крестьянской семье. Окончил семь классов неполной средней школы в 1936 году, затем школу фабрично-заводского ученичества. С 1939 года Васько работал газорезчиком на Полтавском паровозоремонтном заводе. В 1940 году он был призван на службу в Рабоче-крестьянскую Красную Армию. В 1941 году он окончил Чугуевскую военную авиационную школу пилотов. С июня того же года — на фронтах Великой Отечественной войны. Принимал участие в боях на Юго-Западном, Брянском, Калининском, Западном, Воронежском, 1-м Украинском и 1-м Белорусском фронтах. В боях был ранен. В 1943 году Васько вступил в ВКП(б). Участвовал в обороне Тулы, битве на Курской дуге, освобождении Брянска, боях в Польше.
К концу войны гвардии лейтенант Александр Васько был лётчиком 176-го гвардейского истребительного авиаполка 324-й истребительной авиадивизии 16-й воздушной армии 1-го Белорусского фронта. За годы войны он совершил 303 боевых вылета, принял участие в 49 воздушных боях, в которых сбил 15 вражеских самолётов лично и 2 — в составе группы.
Указом Президиума Верховного Совета СССР от 15 мая 1946 года за «мужество и героизм, проявленные в воздушных боях с немецкими захватчиками» гвардии лейтенант Александр Васько был удостоен высокого звания Героя Советского Союза с вручением ордена Ленина и медали «Золотая Звезда» за номером 8976.
После окончания войны Васько продолжил службу в Советской Армии, проходил службу в ВВС Московского военного округа, неоднократно участвовал в воздушных парадах над Москвой.
Принимал участие в Корейской войне с апреля по сентябрь 1951 года, будучи командиром эскадрильи 176-го гвардейского истребительного авиаполка 324-й истребительной авиадивизии, затем помощником командира того же полка по воздушно-стрелковой службе. Во время войны Васько совершил около сотни боевых вылетов, лично уничтожил 3 истребителя (2 «F-86» и 1 «F-80»).
В 1956 году Васько окончил Военно-воздушную академию. В 1960 году в звании полковника он был уволен в запас. Проживал в Полтаве, был заместителем начальника военизированной части по предупреждению и ликвидации открытых нефтяных и газовых фонтанов Укрнефти Министерства нефтяной промышленности СССР. Скончался 23 августа 2004 года, похоронен в Полтаве на Центральном кладбище.
Был также награждён тремя орденами Красного Знамени, двумя орденами Отечественной войны 1-й степени и одним — 2-й степени, Красной Звезды, а также рядом медалей.